# Ursula Adam
Ursula Adam (* 13. November 1922 in Naumburg (Saale); † 12. November 1979 in Berlin) war eine deutsche Journalistin und Dichterin und Autorin.

## Leben und Werk
Sie wuchs in Hauröden einem kleinen Dorf am Fuße des Ohmgebirges bei Pflegeeltern auf. Hier verbrachte sie ihre Schul- und Jugendzeit.
Während des Krieges als Telefonistin dienstverpflichtet.
An der Akademie in München war sie einige Semester für ein Malstudium.
In den ersten Jahren nach Kriegsende begann sie ihre ersten Versuche, lyrisch ihren eigenen Ausdruck zu finden.
In Thüringen schloss sie sich mit Schriftstellern dem „Kreis junger Autoren“ zusammen. Lesungen in Weimar, Jena und Leipzig fanden lebhaften Zuspruch. Die dortigen Sendeanstalten brachten ihre Lyrik in regelmäßiger Folge.
Im Sommer 1951 floh Ursula Adam aus der DDR nach West-Berlin.
Adam war seitdem in West-Berlin ansässig und arbeitete dort als Redakteurin beim Rundfunk für den RIAS und den SFB. Neben ihrer Rundfunktätigkeit schrieb sie Prosa, Gedichte und Theaterstücke.
1968 veröffentlichte sie den Gedichtband Im Durchgang der Gesellschaft.
Ursula Adam starb am 12. November 1979 nur einen Tag vor Vollendung ihres 57. Lebensjahres in Berlin.

## Werke
- Im Durchgang der Gesellschaft: 16 Gedichte. Verlag Neue Rabenpresse, Berlin 1968.
- Lyrik - Mond auf Rubin. Verlag Schwarz GmbH, Baden-Baden 1982.
- Mein gläsernes Dorf, Erzählungen. Verlag Schwarz GmbH, Baden-Baden 1983.